# Altenkirchen Ladies Open
L'Altenkirchen Ladies Open è un torneo professionistico femminile di tennis che si gioca su campi in sintetico indoor del SRS SportPark di Altenkirchen in Germania dal 2014. Fa parte dell'ITF Women's Circuit, nella categoria $15,000 per l'edizione inaugurale, $25,000 per gli anni successivi, $60,000 dal 2022 e W75 a partire dal 2024 dopo la riforma del sistema dei tornei a fine 2023.
Nel 2024 il torneo si è aggiudicato il ITF Tournament Recognition Scheme che premia la soddisfazione dei tennisti partecipanti e la qualità del torneo.

## Albo d'oro

### Singolare
| Anno        | Campionessa         | Finalista           | Punteggio        |
| ----------- | ------------------- | ------------------- | ---------------- |
| 2025        | Julia Avdeeva (2)   | Daria Snigur        | 6–3, 6–3         |
| 2024        | Julia Avdeeva (1)   | Alison Van Uytvanck | 6–4, 6–4         |
| ↑ ITF W75 ↑ |                     |                     |                  |
| 2023        | Clara Tauson (2)    | Greet Minnen        | 7–6(5), 4–6, 6–2 |
| 2022        | Greet Minnen        | Daria Snigur        | 6–4, 6–3         |
| ↑ ITF 60K ↑ |                     |                     |                  |
| 2021        | Clara Tauson (1)    | Simona Waltert      | 3–6, 6–1, 6–3    |
| 2020        | Eva Lys             | Bibiane Schoofs     | 6–2, 6–4         |
| 2019        | Shuyue Ma           | Maryna Zanevska     | 6–4, 5–7, 7–5    |
| 2018        | Harriet Dart        | Karolina Muchova    | 7–6(5), 6–2      |
| 2017        | Bibiane Schoofs     | Quirine Lemoine     | 7–5, 7–5         |
| 2016        | Ysaline Bonaventure | Arantxa Rus         | 6–3, 6–3         |
| 2015        | Carina Witthoeft    | Antonia Lottner     | 6–3, 6–4         |
| ↑ ITF 25K ↑ |                     |                     |                  |
| 2014        | Iryna Shymanovich   | Reka Luca Jani      | 6–1, 7–6(3)      |
| ↑ ITF 15K ↑ |                     |                     |                  |

### Doppio
| Anno        | Campionesse                             | Finaliste                                  | Punteggio         |
| ----------- | --------------------------------------- | ------------------------------------------ | ----------------- |
| 2025        | Marie Benoit Dalila Jakupovic           | Emily Appleton Isabelle Haverlag           | 7–5, 7–6(6)       |
| 2024        | Maja Chwalinska Jesika Maleckova        | Julia Lohoff Conny Perrin                  | 6–4, 7–5          |
| ↑ ITF W75 ↑ |                                         |                                            |                   |
| 2023        | Greet Minnen Yanina Wickmayer           | Freya Christie Ali Collins                 | 6–1, 6–3          |
| 2022        | Mariam Bolkvadze Samantha Murray Sharan | Susan Bandecchi Simona Waltert             | 6–3, 7–5          |
| ↑ ITF 60K ↑ |                                         |                                            |                   |
| 2021        | Paula Kania-Chodun Julia Lohoff         | Viktorija Golubic Ylena In-Albon           | 7–6(5), 6–4       |
| 2020        | Andreea Mitu Laura Ioana Paar           | Anna Popescu Chiara Scholl                 | 7–5, 6–2          |
| 2019        | Cristina Bucsa Rosalie Van der Hoek     | Marie Benoit Katarzyna Piter               | 5–7, 6–3, [12–10] |
| 2018        | Diana Marcinkevica Katarzyna Piter      | Valentini Grammatikopoulou Maryna Zanevska | walkover          |
| 2017        | Alexandra Cadantu Cornelia Lister       | Tara Moore Conny Perrin                    | 6–2, 3–6, [11–9]  |
| 2016        | Ysaline Bonaventure Xenia Knoll         | Deniz Khazaniuk Maria Marfutina            | 6–1, 6–4          |
| 2015        | Antonia Lottner Ana Vrljic              | Sandra Klemenschits Tatjana Maria          | 6–4, 3–6, [11–9]  |
| ↑ ITF 25K ↑ |                                         |                                            |                   |
| 2014        | Carolin Daniels Laura Schaeder          | Claudia Giovine Justine Ozga               | 1–6, 6–4, [10–7]  |
| ↑ ITF 15K ↑ |                                         |                                            |                   |